# Oponte
Ne doit pas être confondu avec Oponte (Élide).
Oponte (grec ancien : Ὀποῦς, en poésie Ὀπόεις, en latin Opus, -untis, francisé à partir du génitif singulier Ὀποῦντος) est une ville de Grèce antique située en Locride.

## Situation et peuplement
Le géographe Strabon distingue la Locride orientale et la Locride occidentale, puis distingue deux peuples vivant en Locride orientale : les Locriens opontiens, nommés d'après la ville d'Oponte, et les Locriens épicnémidiens, nommés d'après le mont Cnémis. Strabon situe Oponte à quinze stades de la mer, et indique qu'à soixante stades d'Oponte, la ville de Cynos, sise au bord de la mer à l'extrême pointe du golfe opontien, lui sert de port.

## Dans la mythologie
Dans l’Iliade, Oponte est mentionnée dans le Catalogue des vaisseaux parmi les villes de Locride dont les troupes sont soumises à l'autorité d'Ajax fils d'Oïlée pendant la guerre de Troie. Elle est aussi la ville natale de Patrocle, compagnon d'Achille.
Le poète archaïque Pindare affirme dans l'une de ses épinicies, la neuvième Olympique, que Deucalion et Pyrrha s'installent à Oponte après le déluge de Deucalion, et y fondent la lignée des Laoi. Un descendant de Deucalion, Opus, roi des Épéens, est père d'une fille, Protogénie, enlevée par Zeus, qui s'unit à elle. Zeus la donne ensuite pour épouse à Locros[Lequel ?], héros éponyme de la Locride, qui la rend mère d'Opus II, petit-fils du premier : c'est ce second Opus qui donne son nom à Oponte et aux Locriens opontiens. Pindare rattache ensuite sa version des origines d'Oponte à la version homérique, en mentionnant qu'Opus accueille à Oponte Ménétios fils d'Actor, qui devient son successeur, roi d'Oponte. Strabon, quant à lui, rapporte une tradition différente, selon laquelle Deucalion et Pyrrha se seraient installés non à Oponte, mais à Cynos.

## Dans l'histoire grecque
Dans l'histoire de la Grèce antique, Oponte est citée comme la principale cité des Locriens de l'Est. L'historien Hérodote mentionne qu'au moment de la bataille de l'Artémision, les Locriens d'Oponte, convaincus par les Grecs, envoient sept navires à cinquante rames pour combattre les Perses. Par la suite, au cours de la pentécontaétie durant laquelle Athènes exerce sa domination politique sur la Grèce centrale, les Locriens d'Oponte sont soumis à la domination athénienne après la victoire des Athéniens contre les Béotiens à Œnophyta en 456 av. J.-C. Thucydide indique qu'après cette bataille, les Athéniens emmènent en otages cent habitants d'Oponte parmi les plus riches. Au cours de la guerre du Péloponnèse, Thucydide indique que des pirates venus d'Oponte menacent l'Eubée, ce qui conduit Athènes à fortifier l'île d'Atalante, jusqu'alors inhabitée, afin de se protéger de cette menace.